# Fighting Steel
Fighting Steel  est un jeu vidéo de simulation de combat naval développé par Divide By Zero et publié par Strategic Simulations en mai 1999. Le jeu se déroule pendant la Seconde Guerre mondiale et simule des combats navals dans le Pacifique sud et l’Atlantique nord entre des navires américains, anglais, japonais et allemands. 

## Accueil
| Fighting Steel |      |       |
| Média          | Pays | Notes |
| Cyber Stratège | FR   | 3.5/5 |
| GameSpot       | US   | 56 %  |
| IGN            | US   | 70 %  |
| Joystick       | FR   | 72 %  |